# What a Man Gotta Do
What a Man Gotta Do é uma canção da banda estadunidense Jonas Brothers. Foi lançada em 17 de janeiro de 2020.

## Antecedentes
A banda anunciou o nome da música e a data de lançamento em 14 de janeiro de 2020.

## Recepção crítica
Peggy Sirota, da Billboard, descreveu a música como uma música "cativante e tocante", acompanhada por um "vídeo musical igualmente emocionante".

## Vídeo musical
A banda lançou seu novo single "What a Man Gotta Do", ao lado de um vídeo no qual eles recriam três filmes conhecidos dos anos 80. No lançamento do visual da quinta-feira à meia-noite, dicas sobre os temas do vídeo foram reveladas por meio de pôsteres de filmes retrô, espelhando filmes clássicos dos anos 70 e 80. O videoclipe foi dirigido por Joseph Kahn.

### Sinopse
O clipe é estrelado por Nick Jonas e Priyanka Chopra Jonas fazendo sua melhor recreação de dançar seminua na sala da Risky Business. Depois, Joe Jonas e Sophie Turner, que canalizam Danny e Sandy no baile da escola de Grease - com Sophie assumindo um papel bônus surpreendente. Para finalizar, Kevin Jonas faz a cena icônica Say Anything, segurando um boombox do lado de fora da janela do quarto de sua esposa Danielle. O vídeo também mostra uma participação especial do ator de Full Metal Jacket, Matthew Modine.

## Históricos de lançamentos
| Local          | Data                  | Formato(s)                 | Gravadora(s) | Ref.   |
| -------------- | --------------------- | -------------------------- | ------------ | ------ |
| Mundo          | 17 de janeiro de 2020 | Download digital streaming | Republic     | [ 3 ]  |
| Austrália      | 17 de janeiro de 2020 | Contemporary hit radio     | Universal    | [ 18 ] |
| Reino Unido    | 18 de janeiro de 2020 | Contemporary hit radio     | Island       | [ 19 ] |
| Estados Unidos | 20 de janeiro de 2020 | Hot/Modern/AC radio        | Republic     | [ 20 ] |
| Estados Unidos | 21 de janeiro de 2020 | Contemporary hit radio     | Republic     | [ 21 ] |